# Mieczysław Paluch
Mieczysław Sylwester Paluch (ur. 10 grudnia 1888 w Trzemżalu, zm. 18 lipca 1942 w Rothesay) – żołnierz armii niemieckiej, powstaniec wielkopolski i śląski, major artylerii Wojska Polskiego, kawaler Orderu Virtuti Militari.

## Życiorys
Urodził się w rodzinie chłopskiej Jana i Józefy z d. Mayor, uczył się w progimnazjum w Trzemesznie, gdzie wstąpił do tajnej organizacji samokształceniowo-niepodległościowej Towarzystwa Tomasza Zana, potem w gimnazjum w Gnieźnie. Relegowany ze szkoły za przynależność do TTZ i manifestację polskości, do matury przygotowywał się jako ekstern w Wągrowcu, a zdał w Międzyrzeczu. Studiował w berlińskiej szkole handlowej, ale naukę przerwało powołanie do wojska. Podczas I wojny światowej w artylerii niemieckiej, walczył na froncie zachodnim. W 1916 został awansowany na podporucznika. Podczas służby prowadził bardzo aktywną agitację narodową wśród żołnierzy-Polaków, zyskując nawet przydomek trybuna ludowego.
W 1918 zdezerterował i przyjechał do Poznania, gdzie aktywnie zaangażował się w przygotowania powstania zbrojnego. Razem z Bohdanem Hulewiczem 13 listopada dowodził tzw. „zamachem na ratusz”, opanowując Komitet Wykonawczy Rady Żołnierzy, który był dotychczas złożony z Prusaków. Z grupą polskich żołnierzy zastraszyli ich pobliskimi strzałami karabinowym oraz wybuchem granatu i wprowadzili do komitetu czterech Polaków (oprócz Hulewicza i Palucha, także Henryka Śniegockiego i Zygmunta Wizę). W ten sposób zyskali kontrolę nad działaniami pruskich wojsk i dostęp do tajnych informacji. W końcu grudnia 1918 Paluch uczestniczył w walkach na ulicach Poznania. Potem był szefem sztabu Grupy pułkownika Kazimierza Grudzielskiego. W nocy z 5 na 6 stycznia brał udział w ataku sił powstańczych na Stację Lotniczą Ławica, który doprowadził do jej zdobycia.
Od 1 lipca 1919 dowodził 8 pułkiem Strzelców Wielkopolskich. Został usunięty z dowództwa pułku przez dowódcę 2 Dywizji Strzelców Wielkopolskich. 30 października 1919 głównodowodzący Wojsk Polskich byłego zaboru pruskiego, generał piechoty Józef Dowbor-Muśnicki zatwierdził decyzję dowódcy dywizji i przeniósł go do dyspozycji Dowództwa Frontu Wielkopolskiego, do czasu „rozstrzygnięcia sprawy o nim”. Przyczyną konfliktów z dowództwem powstania była niezwykle ambitna osobowość Palucha i jego skłonność do sporów. W jednym z istotniejszych sporów chodziło o podporządkowanie kompanii Służby Straży i Bezpieczeństwa, dowodzonej przez Palucha, polsko-niemieckiej Komendzie Miasta Poznania, powołanej 28 grudnia 1918. W miejsce tego Paluch zaproponował Komisariatowi Naczelnej Rady Ludowej wypowiedzenie Niemcom małej wojny, której działaniami miałby pokierować (zostało to potraktowane jako niesubordynacja, a konsekwencją było pozbawienie Palucha dowództwa nad Służbą Straży i Bezpieczeństwa).
Był jednym z dowódców II powstania śląskiego. W czasie plebiscytu na Górnym Śląsku stanął na czele Centrali Wychowania Fizycznego, organizacji będącej faktycznie głównym ośrodkiem organizacyjnym przyszłej armii powstańczej.
W 1923 r. otrzymał w dzierżawę poniemiecki majątek Piwnice koło Torunia.
W 1924 był majorem rezerwy 4 pułku artylerii polowej ze starszeństwem z dniem 1 czerwca 1919, a dziesięć lat później zajmował 34. lokatę na liście starszeństwa oficerów rezerwy artylerii. Pozostawał na ewidencji Powiatowej Komendy Uzupełnień Toruń i posiadał przydział mobilizacyjny do Oficerskiej Kadry Okręgowej Nr VIII.
Od 1922 r. działał w Związku Towarzystw Powstańców i Wojaków, przekształconym w Generalny Związek Towarzystw Powstańców i Wojaków Ziem Zachodnich RP. Powierzono mu stanowisko komendanta, z zadaniem organizowania przysposobienia wojskowego. Wskutek rozdźwięków z DOK VII, zrezygnował ze stanowiska. Aktywny stał się znowu po przewrocie majowym 1926 r. Dał się poznać jako rzecznik pełnej i bezwarunkowej współpracy z obozem sanacyjnym. Już w sierpniu 1926 r. z R. Konkiewiczem i L. Surzyńskim został przyjęty przez J. Piłsudskiego. Wraz z mjr. rezerwy M. Kwiecińskim doprowadzili do rozłamu w Związku Towarzystw Powstańców i Wojaków DOK nr VII, stawiając wniosek o uznanie sanacyjnego Związku Strzeleckiego za równorzędną organizację i nawiązanie z nim współpracy. Wniosek jednak nie przeszedł, a Paluch i jego zwolennicy na zjeździe w Poznaniu 12 czerwca 1927 r. utworzyli Wielkopolski Związek Powstańców i Wojaków, w którym został prezesem. Słabość nowo powstałej organizacji skłoniła go do połączenia się ze Związkiem Strzeleckim. W grudniu 1926 r. z S. M. Rybką wysłał list do J. Piłsudskiego, deklarując gotowość współpracy powstańców wielkopolskich z rządem. Rozpoczęło to okres rozbicia politycznego środowiska byłych powstańców, który trwał aż do wybuchu wojny. W 1930 r. W. Sławek powierzył Paluchowi stanowisko prezesa Bezpartyjnego Bloku Współpracy z Rządem na woj. poznańskie. Stosowanie bezkompromisowych rozwiązań wyeliminowało go jednak z działalności politycznej. W 1934 r. przyjął posadę dyrektora nadzoru państwowego dóbr hr. Hochberg-Pszczyńskiego. Do wybuchu wojny opublikował szereg artykułów dotyczących powstania wielkopolskiego. Po klęsce wrześniowej 1939 r. przedostał się do Francji. Nie otrzymał tam jednak większego przydziału. Został skierowany do obozu odosobnienia w Cerizay. Jeszcze większe rozczarowanie spotkało go w Wielkiej Brytanii, gdzie z racji wieku został skierowany na „wyspę wężów”, Bute w Szkocji i przydzielony Stacji Zbornej Oficerów Rothesay w Szkocji. W czasie pobytu na Bute mieszkał w hotelu „Grand Marine”. Tam też wystąpił z referatem z okazji 22 rocznicy wybuchu powstania. Zmarł 18 lipca 1942 i został pochowany na cmentarzu w Rothesay (grób nr 7).

## Ordery i odznaczenia
- Krzyż Srebrny Orderu Wojskowego Virtuti Militari nr 2937[1] – 8 kwietnia 1921 „za walki z niemcami w Poznańskiem”[15][16]
- Krzyż Niepodległości z Mieczami (20 lipca 1932)[17][1]
- Krzyż Oficerski Orderu Odrodzenia Polski (27 listopada 1929)[18][1]
- Złoty Krzyż Zasługi (28 lipca 1928)[19]
- Krzyż na Śląskiej Wstędze Waleczności i Zasługi